# Louisville (Georgia)
Louisville település az Amerikai Egyesült Államok Georgia államában, Jefferson megyében, melynek megyeszékhelye is. Lakosainak száma 2381 fő (2020. április 1.).

## Népesség
A település népességének változása:

| 2010 | 2 493 |
| 2020 | 2 381 |